# Margarita de Sajonia (1469-1528)
Margarita de Sajonia (4 de agosto de 1469 en Meissen - 7 de diciembre de 1528 en Weimar) fue una princesa sajona de la línea Ernestina de la Casa de Wettin por nacimiento y por matrimonio duquesa de Brunswick-Luneburgo.

## Biografía
Margarita era hija del Elector Ernesto de Sajonia (1441-1486) de su matrimonio con Isabel (1443-1484), una hija del Duque Alberto III de Baviera-Múnich. Sus hermanos Federico el Sabio y Juan el Constante fueron Electores de Sajonia; su hermana Cristina era reina de Dinamarca.
Margarita se casó el 27 de febrero de 1487 en Celle con el Duque Enrique I de Brunswick-Luneburgo (1468-1532). Enrique había sido enviado a la corte sajona con 12 años de edad. Las negociaciones del matrimonio presumiblemente empezaron en 1469, en tanto que el padre de Enrique, Otón V, había formado una alianza con el tío de Margarita, Guillermo. La parte sajona había retrasado el matrimonio hasta que se completó la ampliación del Castillo de Celle, ya que el distrito y castillo de Celle habían sido prometidos a Margarita como su wittum.
Margarita murió en 1528 y fue enterrada en la Iglesia de San Pedro y San Pablo en Weimar.

## Hijos
- Ana (nacida: 1492; murió en la infancia)
- Isabel (1494-1572), casada en 1518 con el Duque Carlos II de Güeldres (1467-1538).
- Otón I (1495-1549), Duque de Brunswick-Luneburgo, casado en 1525 con Meta de Campe (m. 1580)
- Ernesto I el Confesor (1497-1546), Duque de Brunswick-Luneburgo, casado en 1528 con la Princesa Sofía de Mecklemburgo (1508-1541).
- Apolonia (1499-1571), monja.
- Ana (1502-1568), casada en 1525 con el Duque Barnim IX de Pomerania (1501-1573).
- Francisco (1508-1549), Duque de Brunswick-Gifhorn, casado en 1547 con la Princesa Clara de Sajonia-Lauenburgo (1518-1576).